# Mont Kitchener
El mont Kitchener (en anglès Mount Kitchener) és una muntanya de la Serralada Winston Churchill, un subgrup de les Canadian Rockies, que s'alça fins als 3.505 msnm. El cim es troba al camp de gel Columbia, dins el Parc Nacional de Jasper, a la província d'Alberta, Canadà. El cim es pot observar des de la propera Icefields Parkway, la carretera que recorre els parcs nacionals de Banff i Jasper, des del pas Sunwapta.
Inicialment el mont Kitchener va ser anomenat Mount Douglas per J. Norman Collie, primer a descriure la zona, en record al botànic David Douglas. Amb tot, el 1916 se li canvià el nom per adoptar el nom actual en record a Lord Kitchener, que havia estat mort en la Primera Guerra Mundial.
El cim compta amb diverses vies d'escalada, sent la ruta normal la que discorre pel vessant sud-oest. Destaca l'ascensió realitzada l'agost de 1975 pel Grand Central Couloir (V 5.9 WI5 1050m) per Jeff Lowe i Michael Weis